# Valeriana wolgensis
Valeriana wolgensis är en kaprifolväxtart som beskrevs av Kazak. Valeriana wolgensis ingår i släktet vänderötter, och familjen kaprifolväxter. Inga underarter finns listade i Catalogue of Life.